# Stadion Łokomotyw w Szepetówce
Stadion "Łokomotyw" (ukr. Стадіон «Локомотив») – wielofunkcyjny stadion w Szepetówce, w obwodzie chmielnickim na Ukrainie. Domowa arena klubu Temp Szepetówka.
Stadion "Łokomotyw" w Szepetówce został zbudowany w 1955. Najwspanialszy okres swojej historii był związany z piłkarską drużyną Temp, założonej w grudniu 1989 r. przez miejscową spółkę budowlano-produkcyjną. W latach 1992–1995 klub występował w Wyższej Lidze Ukrainy. Wtedy również nazwa stadionu została zmieniona na Temp. Na początku nowego stulecia nazwa została przywrócona. Stadion może pomieścić 8 000 widzów.